# Matthew Yuricich
Matthew J. Yuricich (hrv. Mate Juričić) (* 19. siječnja 1923. u Lorain, Ohiou, SAD) je bivši Matte Painter, i dobitnik specijalnog Oscara za najbolje vizualne efekte 1977. godine.

## Filmografija
- 1989. – Umri muški
- 1991. – Harley Davidson & The Marlboro Man

## Vanjske poveznice
- Yuricich im Internet Archive
- Razgovor s Matthewom Yuricichem – Video na YouTubeu